# Desmacella inornata
Desmacella inornata är en svampdjursart som först beskrevs av James Scott Bowerbank 1866.  Desmacella inornata ingår i släktet Desmacella och familjen Desmacellidae. Inga underarter finns listade i Catalogue of Life.